# عاشق دیدن گریه تو
«عاشق دیدن گریه تو» (به انگلیسی: Love to See You Cry) تک‌آهنگی از هنرمند اهل اسپانیا انریکه ایگلسیاس است که در سال ۲۰۰۲ میلادی منتشر شد. این تک‌آهنگ در آلبوم گریز (آلبوم انریکه ایگلسیاس) قرار داشت.